# فانوس (الفيوم)
قرية فانوس هي إحدى القرى التابعة لمركز طامية في محافظة الفيوم في جمهورية مصر العربية. حسب إحصاءات سنة 2006، بلغ إجمالي السكان في فانوس 21195 نسمة، منهم 10988 رجل و10207 امرأة.